# Русско-ордынские военные конфликты
Русско-ордынские военные конфликты  — военные столкновения в период с 1242 года по 1480 год, в которых контингенты русских княжеств и Золотой Орды принимали участие на противоборствующих сторонах.
После завоевательных походов Батыя на русские княжества в 1237—1241 годов русские земли вошли в состав Монгольской империи как часть Улуса Джучи.
Признание русскими князьями власти правителя Орды изменяет и отношение последнего к «Русскому улусу». Он перестает быть объектом завоевания и грабительских набегов. Став частью владений великого хана, он превращается в один из главных источников денежных поступлений — «выхода» и людских ресерсов для военных экспедиций и строительства городов на Нижней Волге.
Ордынское правительство внимательно контролировало своевременной и полное исполнение «Русским улусом» обязанностей. При этом великий хан жестко следил и за тем, чтобы его подданные не мешали русским князьям их выполнять. За 1243—1300 года известно лишь четыре значительных грабительских набега. В 1275 году при возвращении из похода на Великое княжество Литовское, где ордынцы выступали союзниками галицкого великого князя Льва Даниловича, были разорены волости Курского княжества.
Зимой 1287—1288 года при возвращении из похода на Польшу войска хана Тула-Буги разорили территорию Львовской волости. Реальность набегов на территорию Рязанского княжества в 1278 году и 1288 году у современными историками вызывает сомнение, так как сведения о них отсутствуют в ранних летописях.

## 1257/1258 года — совместный ордынско-русский поход на Литву
Демонстрация военной силы улуса Бурундая, принуждение галицко-волынских князей к подтверждению своей вассальной зависимости от Орды и их участие в войне против Великого княжества Литовского.
Военачальники союзного русско-ордынского войска: великий эмир Бурундай и галицко-волынские князья Даниил и Василько Романовичи.
Маршрут похода: Улус Бурундая (междуречье Дона и Днепра) — Галицко-Волынская Русь — Понеманье.
Итоги похода :
- Подтверждение галицко-волынскими князьями своей вассальной зависимости от правителей Орды

- Отказ галицкого князя Даниила Романовича от своих претензий на Киевское княжество

- Разрыв военно-политического союза между правителями Галицко-Волынской Руси и Великого княжества Литовского[3].

## 1275 год — совместный русско-ордынский поход на Литву
Просьба великого князя Галицкого Льва Даниловича к хану Менгу-Тимуру и темнику Ногаю дать ему военную помощь против усиления власти великого князя Литовского Тройдена в Понеманье и Полесье.
Военачальники союзного русско-ордынского войска: «воевода» Ягурчин; князья Галицко-Волынские: Лев и Мстислав Даниловичи, Владимир Василькович; князья Брянские: Роман Михайлович и его свн Олег Романович; князь Смоленский Глеб Ростиславович; князья Туровские и Пинские.
Маршрут похода: Орда — Киевская земля — Туров — Слуцк — река Сыровач — Копыль — Новогрудок — Курское княжество — Орда
Итоги похода :
- Разорение русских и литовских волостей Великого княжества Литовского в Понеманье и Полесье
- Захват и разоренье посада Новогрудка. Неудачная осада его детинца.
- Разорение ордынцами русских волостей на территории Курского княжества[4]

## 1281 год — поход князя Андрея Александровича городецкого против великого князя Дмитрия Александровича
Военная поддержка властями Орды князя Андрея Александровича Городецкого, получившего ярлык на Владимирское великое княжество и его союзников против великого князя Дмитрия Александровича.
Военачальники союзного русско-ордынского войска : «воеводы» Кавгадый, Алчедай, князь городецкий Андрей Александрович, князь смоленский и ярославский Федор Ростиславич, князь ростовский Константин Борисович, князь стародубский Михаил Иванович и другие.
Противники великий князь Дмитрий Александрович Владимирский, Новгородский и Переславский, Дмитрий Борисович, князь Ростовский и другие
Маршрут похода: Сарай — р. Цна — Муром — Владимир — Суздаль — Юрьев-Польской — Ротов Переяславль-Залесский — Тверь — Торжок — Новгород.
Осада и захват ордынцами Переславля-Залесского — 19 декабря 1281 года.
- Военное давление ордынцев на русских князей — сторонников темника Ногая.
- Разорение волостей и сельской округи вокруг Мурома, Владимира, Суздаля, Юрьева-Польского, Переславля-Залесского, Твери, Торжка.
- Захват Мурома и Переславля.
- Изгнание князем Андреем Городецким своего старшего брата великого князя Дмитрия Александровича с великокняжеского стола во Владимире.
- Бегство великого князя Дмитрия Александровича вместе с семьей и дружиной перед приходом ордынцев из Переславля-Залесского в Новгород.
- Отказ новгородцев от поддержки великого князя Дмитрия Александровича[5].

## Список конфликтов
- 1252: «Неврюева рать».
- 1252—1255: «Куремсина рать»: неудачные походы Куремсы на Бакоту, под Кременец, под Владимир и Луцк.
- 1258—1260: два вторжения Бурундая в Галицко-Волынское княжество, принуждение местных князей участвовать соответственно в походах на Литву и Польшу и разметать несколько крепостей.
- 1270 Новгородский поход Ярослава Ярославича
- 1273: два нападения монголов на новгородские земли. Разорение Вологды и Бежицы.
- 1274: первое разорение Смоленского княжества по пути в Литву.
- 1275: совместный русско-ордынский поход на Литву
- 1281—1282: два разорения Северо-Восточной Руси войсками волжской Орды во время борьбы за власть между сыновьями Александра Невского.
- 1283: разорение Воргольского, Рыльского и Липовечского княжеств, монголами взяты Курск и Воргол.
- 1284: военная помощь Орды в восстановлении власти Дмитрия Александровича над Новгородской землёй.
- 1285: войско Елторая, Темирева сына, разорило мордовские, рязанские и муромские земли.
- 1285: участие в между княжеской борьбе за ярлык на великое Владимирское княжение (разгром русско-ордынской рати войсками князей Северо-Восточной Руси. Первое упоминание о разгроме ордынцев).
- 1287: набег на Владимир.
- 1288: набег на Рязань (разорение Рязани, Мурома и соседних мордовских земель).
- 1289: разорение русско-ордынскими войсками двух незаконно построенных слобод курского баскака Ахмата (жалоба русских князей хану Теле-Буге). Карательная экспедиция войск из улуса Ногая против князей Курского княжества, по жалобе баскака Ахмата.
- 1293: «Дюденева рать».
- 1294: поход ордынцев против Твери (предположительно за неполную уплату дани в Орду).
- 1300: поход в поддержку Константина рязанского против его племянников Ярославичей и Даниила московского.
- 1305: поход хана Таир на Русь (причина похода и куда — неизвестно).
- 1307: поход на Рязанское княжество.
- 1310: поход на Брянское княжество и Карачевское княжество в поддержку Василия Александровича.
- 1315: разорение Торжка (Новгородская земля) и Ростова.
- 1317: разграбление Костромы, Бортеневская битва.
- 1319: поход на Кострому и Ростов.
- 1320: набег на Ростов и Владимир.
- 1321: набег на Кашин.
- 1322: разорение Ярославля.
- 1327 лето: сбор дополнительного выхода в Твери. Восстание тверичей против ордынцев. Убийство всех членов посольства и восточных купцов. Сожжение чингизида Чол-хана со всей свитой в княжеском дворце
- 1328: «Федорчукова рать».
- 1333: поход монголо-татар с москвичами на Новгородскую землю.
- 1333—1334 зима: поход князя Дмитрия Брянского с приданными ему ордынскими войсками, возглавляемыми эмирами Калантаем и Чиричей на Смоленск в связи с переориентацией великого князя Смоленского Ивана Александровича на Великое княжество Литовское. Неудачная осада Смоленска, разорение его округи[6].
- 1339 лето: переход правителей Смоленского княжества под власть Великого княжества Литовского. Поход на Смоленск русско — ордынских войск под руководством великого эмира Тоглу-бая с участием войск великого князя Рязанского и Пронского Ивана Ивановича Коротопола, князя Ростовского Константина Васильевича, князя Суздальского Ивана Ярославовича, князя Юрьевского Ивана Друцкого и мордовских отрядов. Неудачная осада Смоленска, разорение его округи[7].
- 1342 лето: поход великого князя Рязанского и Пронского Ярослава Александровича, получившего ярлык на княжение в сопровождении ордынского отряда[8] посла Киндяка против великого князя Рязанского и Пронского Иван Иванович Коротопола. Штурм Переяславля-Рязанского, вокняжение Ярослава Александровича[9].

### Великая замятня
Острый политический кризис в Орде. Правители Сарая теряют контроль над окраинными территориями Улуса Джучи, который на некоторое время распадается на полусамостоятельные образования.
В 60-е годы Мордовский улус с центром в г. Наручадь занимает князь Тагай Бездежский. В Запьянье со своими войсками приходит Секиз-бей. Булгарский улус обосабливается во главе с князем Булат-Темиром. От Сарая отделяется правое крыло Джучиева улуса — Кок Орда (Синяя Орда). Крымский улус, города и степи Северного Причерноморья составляют базу Мамаевой Орды. Все эти образования проводят независимую от Сарая политику, становятся непредсказуемыми источниками вооруженных вторжений на земли Руси.
- 1360 лето: рейд новгородских ушкуйников по реке Волге. Разграбление города Джукетау Булгарского улуса. Убийство восточных купцов на Волге и захват их имущества[12].
- 1361: поход Секиз-бея на мордовские владения Нижегородского княжества, их отъем и образование за рекой Пьяной улуса Секиз-бея[13].
- 1365 осень: поход великого эмира Наручадского Улуса Тагая на Переяславь-Рязанский. Разорение Переяславля-Рязанского. Полный разгром Тагая в Битве под Шишевским лесом на реке Воине[14].
- 1367 июнь-июль: поход великого эмира Булгарского Улуса Булат-Темира на Нижегородское княжество. Разграбление нижегородских уездов вплоть до реки Сундовить. Разгором Булат-Темира на реке Пьяне[15].
- 1370 осень: установление с помощью русских войск власти ставленника Мамая — хана Мухамад-Бюлека в Булгарском улусе[16]
- 1373 лето: рейд новгородских ушкуйников: Устюг — Вятка — Великие Болгары — Сарай — Обухов — Засурье — Маркваш — Вятка. Разорение городов и сельской округи Булгарского улуса. Основание ушкуйниками г. Хлынова на Вятке[17].
- 1373 лето: ордынский поход на Рязанское княжество[18]
- 1375 весна: карательная акция татар Мамаевой Орды за убийство в Нижнем Новгороде посла Сарай-аки и членов его свиты, всего около 1000 человек. Разорены нижегородские волости Кишь и Запьянье[19].
- 1375 август: рейд новгородских ушкуйников по реке Волге. Разорены города: Кострома, Нижний Новгород, Великие Болгары, Сарай, Хаджи-Тархан. Уничтожение ушкуйников на пиру под Хаджи-Тарханом[20].
- 1375 осень: разорение нижегородских волостей в Запьянье. Месть темника Мамая за участие войск Нижегородско-Суздальского и Городецкого княжеств под командованием великого князя Дмитрия Донского в походе на Тверь[21].
- 1375 зима: разорение Новосильского княжества. Месть темника Мамая за участие войск Новосильского княжеств под командованием князя Дмитрия Донского в походе на Тверь[22].
- 1377 и 1378: набеги на Нижегородское княжество, битва на Пьяне (1377), поход в Рязанское княжество.
- 1378: поход Бегича на Москву. Битва на реке Воже.
- 1379: поход Мамая на Рязань.
- 1380: поход Мамая на Москву. Куликовская битва.
- 1382: Нашествие Тохтамыша, сожжена Москва.
- 1383: разорение Владимира и его округи послом Адашем за сбор Ордынской дани.
- 1387: разорение Рязани, Любуцка и его округи.
- 1388: разорение Рязани и её сельской округи.
- 1389—1390: разорение территории Рязанского княжества.
- 1391: поход на Вятку. Разорение территории Рязанского княжества.
- 1394: поход на Рязанское княжество и отражение набега Олегом Рязанским.
- 1395: разорение Ельца отрядами Тамерлана[23].
- 1399: набег на Нижегородское княжество.
- 1401: разорение ордынцами территории Рязанского княжества и разгром рязанцами ордынской рати.
- 1408: поддержка ордынцами и вокняжение на рязанское княжество Ивана Владимировича Пронского (два-три месяца), после разгрома московско-рязанской рати на реке Смядва.
- 1408: Нашествие Едигея.
- 1410: разорение Владимира.
- 1410: поход на Рязанское княжество и поражение ордынцев.
- 1411: вмешательство ордынцев в борьбу русских князей за обладание Нижегородским княжеством (битва под Лысково).
- 1412: вмешательство ордынцев в борьбу тверских князей за обладание Кашинским княжеством (неудачный штурм Кашина).
- 1415: разорение Елецкого княжества и сельских окраин Рязанского княжества (уход населения Елецкого княжества на территорию Рязанского).
- 1422: разорение ордынцами территории Одоевского княжества.
- 1424: разорение сельской округи Рязанского и Одоевского княжеств.
- 1425: разорение ордынцами сельской округи рязанского княжества и разгром Рязанцами рати ордынцев.
- 1429: монголо-татары разоряют окрестности Галича Костромского, Кострому, Лух, Плес.
- 1432—1433: разорение территории Рязанского княжества и принуждение к выплате дани.
- 1437: разорение сельской округи Рязанского княжества, принуждение к выплате дани.
- 1438: разорение Рязанского княжества и принуждение к выплате дани.
- 1439: монголо-татары разоряют окрестности Москвы и Коломну.
- 1442—1443: разорение сельской округи Рязанского княжества (Кичи-Ахмед хан).
- 1443: татары разоряют окрестности Рязани, но отражены от города (Мустафа царевич).
- 1443—1444: поход ордынцев на Рязань и поражение московско-рязанскими войсками царевича Мустафы (зима 1444 г.)
- 1444: разгром сельской округи Рязанского княжества и мордовских земель (месть за смерть царевича Мустафы).
- 1445: набег войск Улу-Мухаммеда на Нижний Новгород и Суздаль (три похода).
- 1446: разорение ордынцами сельской округи г. Устюг и получение выкупа.
- 1447: поддержка ордынцами притязаний Дмитрия Юрьевича Шемяки на Московское княжение против Василия Тёмного (отражение похода вглубь территории Северо-Восточной Руси).
- 1449: разорение южных окраин Московского княжества.
- 1451: разорение окрестностей Москвы ханом Мазовшей.
- 1455 и 1459: разорение южных окраин Московского княжества.
- 1460: разорение ордынцами сельской округи Рязанского княжества. Отражение Рязанцами осады Переславля и Старой Рязани.
- 1462: разграбление ордынцами Устюжского уезда и волости Лоха. Разгром ордынцев во время отхода в степь.
- 1467: разорение ордынцами сельской округи Галича (битва под Галичем).
- 1468: разорение ордынцами волостей вокруг Костромы и Мурома. Подчинение Вятской земли, как данницы Казанской Орды. Разорение территории Рязанского княжества.
- 1472: Сражение под Алексином.
- 1480: Стояние на Угре.